# Đài Phát thanh - Truyền hình Myanmar
Myanmar Radio and Television - Đài Phát thanh và Truyền hình Myanmar (tiếng Miến Điện: မြန်မာ့အသံ နှင့်, viết tắt MRTV), trước đây là Dịch vụ Phát thanh Miến Điện (BBS) - là tiền thân của Dịch vụ Quốc gia Đài Phát thanh Myanmar và một kênh truyền hình. Các kênh truyền hình được phát từ trung tâm phát sóng của ở Kamayut, Yangon. Dịch vụ radio hiện được phát sóng chủ yếu từ Naypyidaw.

## Lịch sử
Dịch vụ vô tuyến ở Myanmar lần đầu tiên được phát sóng vào năm 1936 trong thời kỳ thuộc địa của Anh. Chương trình thường xuyên của Bama Athan (Miến Điện: ဗမာ့ အသံ; "Tiếng nói của Miến Điện") bắt đầu vào tháng 2 năm 1946 khi Dịch vụ Phát thanh Miến Điện (BBS) của Anh, mang theo tin tức và giải trí âm nhạc quốc gia và ngôn ngữ Miến Điện, trả lời kiến thức và học tiếng Anh và tiếng Anh tin tức và lập trình âm nhạc. Sau khi giành được độc lập vào năm 1948, nó được đặt tên là Myanma Athan (tiếng Miến Điện:; cũng có nghĩa là Tiếng nói của Miến Điện, nhưng với thuật ngữ chính thức hơn là "Myanmar"). Dịch vụ này đã được chính phủ quân sự đổi tên thành Đài phát thanh Myanmar lên nắm quyền vào năm 1988. Chính quyền cũng đã đổi tên cha mẹ của dịch vụ phát thanh, BBS thành Đài phát thanh và truyền hình Myanmar (MRTV) vào năm 1997. Cho đến khi ra mắt Yangon City FM vào năm 2001, BBS / Đài phát thanh Myanmar là đài phát thanh duy nhất trong cả nước. Trong nhiều năm, trung tâm phát sóng chính của nó là tại 426 Pyay Road ở Kamayut ở Yangon. Từ cuối năm 2007, đài phát sóng chính đã chuyển đến Naypyidaw. Ga Yangon hiện chủ yếu chuyển tiếp chương trình của ga Naypyidaw. Dịch vụ truyền hình ở Myanmar được giới thiệu lần đầu tiên vào tháng 6 năm 1979 dưới dạng thử nghiệm thử nghiệm tại Yangon. MRTV được ra mắt lần đầu tiên vào ngày 3 tháng 6 năm 1980 và dịch vụ truyền hình thông thường được chính thức ra mắt vào năm 1981 theo tiêu chuẩn NTSC. Năm 2005, MRTV có 195 trạm chuyển tiếp truyền hình trong cả nước.
Vào tháng 10 năm 2013, MRTV bắt đầu phát sóng trên mặt đất kỹ thuật số với Hệ thống DVB-T2, giống như hầu hết các nước ASEAN. 17 kênh truyền hình và 3 kênh Đài phát thanh Myanmar nằm trên hệ thống ghép kênh MRTV. MRTV lên kế hoạch đổi mới giao diện tin tức, theo phong cách hiện đại của các chuỗi bắt đầu và sẽ có phòng tin tức được trang trí tốt. Giờ phát sóng cũng tăng lên 18 giờ (trước đó là 10 giờ). Vào ngày 15 tháng 2 năm 2015, MRTV thêm 5 kênh truyền hình mới vào hệ thống Play Out Multplex của họ, chẳng hạn như MRTV-4, Kênh 7, 5 Plus, MNTV và Kênh 9. Vào ngày 24 tháng 3 năm 2018, MRTV thêm 5 kênh TV mới vào Hệ thống phát đa kênh, như Mizzima TV, DVB TV, Kênh K, YTV và Fortune TV. Kể từ năm 2014, Đài phát thanh Myanmar đã phát trên đài FM từ hàng chục trạm chuyển tiếp trên toàn quốc. Nó được phát sóng 18 giờ một ngày từ 5:30 sáng đến 11:30 tối (MMT).